# Scopula annularia
Scopula annularia là một loài bướm đêm trong họ Geometridae.